# Trzej Bracia (Ryga)
Trzej Bracia (łot. Trīs brãli) - kompleks trzech średniowiecznych domów mieszkalnych w Rydze przy ulicy Mazã Pils. Budynki zostały nazwane poprzez analogię do podobnych budynków w Tallinnie, które noszą nazwę Trzech Sióstr. 
Najstarszy budynek znajdujący się z prawej strony zbudowany został w XV wieku i nosi wyraźne cechy późnego gotyku. Jest nieznacznie cofnięty względem pozostałych dwóch. Jest najstarszym zachowanym budynkiem mieszkalnym w Rydze. Środkowy "Brat" został zbudowany w 1646 roku. Data zakończenia została oznaczona metalowymi cyframi na wysokości drugiego piętra. Został zbudowany w stylu charakterystycznym dla XVII wiecznej Rygi. Najmłodszym z "Braci" jest wąski budynek z lewej strony kompleksu. Został zbudowany w XVII wieku jako kamienica czynszowa. 
Budynki zostały odnowione w latach pięćdziesiątych XX wieku. Obecnie w kompleksie mieści się siedziba Muzeum Architektury Łotwy.